# Dore Misuraca
Salvatore Misuraca, detto Dore (Palermo, 2 maggio 1957), è un politico italiano.

## Biografia
Consegue la laurea con lode in economia e commercio presso l'Università degli Studi di Palermo.
Svolge l'attività di Commercialista ed è Revisore Ufficiale dei Conti. È sposato con Barbara Cittadini, "regina" delle cliniche private nell'isola e già presidente dell'Associazione italiana ospedalità privata Sicilia e Nazionale.

## Carriera politica
Inizia la sua attività politica nel 1995 ricoprendo il ruolo di Vice Coordinatore Vicario di Forza Italia a Palermo.

### Assessore e deputato regionale siciliano
Nel 1996 viene eletto all'Assemblea Regionale Siciliana – collegio elettorale di Palermo – nella lista di Forza Italia, risultando il primo degli eletti con 7,302 voti di preferenza. Viene nominato vicepresidente della Commissione Bilancio e Programmazione e nel 1998 è assessore agli Enti locali nella giunta Drago.
Nel 2001 viene rieletto all'Assemblea Regionale Siciliana, sempre a Palermo, in Forza Italia, con 15,229 voti, confermando il primato delle preferenze.
È stato Componente della Commissione Verifica dei Poteri dal 2001 al 2004 e nello stesso periodo è membro della Commissione Unione Europea. Dal 2003 è Componente della Commissione Bilancio e Programmazione.
Dal 2004 al 2006 ha ricoperto il ruolo di Capogruppo di Forza Italia in Assemblea Regionale.
Nel corso dell'ultimo anno della Legislatura è anche Componente della Commissione Statuto e Riforme Istituzionali.
Nel 2006 viene rieletto per la terza volta all'ARS con 18,430 preferenze ed è contestualmente nominato Assessore al Turismo, Comunicazioni e Trasporti della giunta Cuffaro, nonché capo delegazione di Forza Italia presso il governo regionale. Lo resta fino allo scioglimento anticipato della legislatura nel 2008.

### Elezione a deputato nazionale
Alle elezioni politiche del 2008 viene eletto alla Camera dei deputati nelle liste del Popolo delle Libertà nella circoscrizione Sicilia 1, ed è componente della VI Commissione Finanze e della Commissione parlamentare per le questioni regionali.
Nel maggio del 2012 è nominato dal Presidente Silvio Berlusconi coordinatore regionale del Pdl per la Sicilia.
A febbraio 2013 viene rieletto alla Camera dei deputati nella circoscrizione Sicilia 1 nelle liste del Popolo delle Libertà ed è nominato componente della V Commissione Bilancio, Tesoro e Programmazione e della Commissione Parlamentare di controllo sull'attività degli enti gestori di fonti obbligatorie di previdenza e assistenza sociale.
Il 16 novembre 2013, con la sospensione delle attività del Popolo della Libertà, aderisce al Nuovo Centrodestra guidato da Angelino Alfano. Martedì 7 gennaio il presidente del Comitato promotore di NCD, Renato Schifani, in conferenza stampa a Palazzo dei Normanni, conferma che i parlamentari Giuseppe Castiglione e Dore Misuraca, i quali hanno guidato il coordinamento del PdL in Sicilia prima della scissione, manterranno il ruolo di coordinatori regionali per il Nuovo Centrodestra fino al prossimo congresso regionale. In occasione della formazione della squadra nazionale del neonato partito, Misuraca viene nominato responsabile nazionale degli enti locali.